# Chris Klein (soccer)
Pour les articles homonymes, voir Klein et Chris Klein.
Chris Klein né le 4 janvier 1976 (Saint-Louis, Missouri, États-Unis) est un joueur international américain de soccer.

## Biographie

### Parcours universitaire
Chris Klein évolue durant sa carrière universitaire aux Hoosiers de l'Indiana. Durant les quatre ans, il marque 19 buts et fait 18 passes en 88 matchs. Les Hoosiers participent à chaque fois au tournoi final du Championnat NCAA, mais ne le gagne pas et perd en finale en 1994.

### Parcours en club
À la fin de sa carrière universitaire, il est choisi en quatrième position du premier tour lors de la draft MLS en 1998 par les Wizards de Kansas City. Il joue peu la première saison (dix-sept matchs mais seulement huit titularisations) avant de devenir un titulaire indiscutable. Il participe ainsi en 2000, à la victoire de son équipe en finale de la MLS en faisant une décisive pour Miklos Molnar qui marque ainsi l'unique but du match. Il gagne le Trophée du retour de l’année en 2002 (après une blessure au genou) et en 2005 après qu'il eut été victime l'année précédente d'une lésion du ligament croisé antérieur du genou gauche.
En 2006, il est échangé au Real Salt Lake contre de l'argent. Il y gagne le trophée du fair-play avant d'être échangé de nouveau au cours de la saison suivante au Galaxy de Los Angeles contre Nathan Sturgis et Robbie Findley.
Il est titulaire lors de la fin de saison 2007 et lors de la saison 2008 ce qui lui permet de battre le record de titularisations consécutives en MLS (118).
Ces deux dernières saisons au Galaxy sont plus difficiles car il n'est plus un titulaire indiscutable (39 matchs de saison régulière pour seulement 13 titularisations). Il participe néanmoins en 2009 au bon parcours de son équipe, qui s'incline en finale du championnat face au Real Salt Lake lors de la séance de tirs au but. Il convertit le sien, après être entré en jeu à la 79e minute. Il arrête sa carrière à la fin de l'année 2010.

### Parcours en sélection
Chris Klein débute en sélection contre le Mexique le 25 octobre 2000. Il marque son premier but en sélection contre le Canada en 2003. Cette même année, il est sélectionné pour participer à la Coupe des confédérations où il joue un match de poule face au Brésil. Il cumule ainsi 22 sélections pour cinq buts et trois passes décisives entre 2000 et 2006.

### Après-carrière
Après sa carrière, il occupe des fonctions de dirigeant au sein des Galaxy de Los Angeles. Il devient directeur du centre de formation après sa retraite de joueur. Il est nommé vice-président du club en février 2012 et président le 28 janvier 2013. Le 30 mai 2023, alors que le Galaxy est habitué au bas du classement en MLS depuis plusieurs saisons, il est démis de ses fonctions.

## Statistiques
| Saison                | Club                   | Championnat           | Championnat | Championnat | Championnat | Coupe(s) nationale(s) | Coupe(s) nationale(s) | Coupe(s) nationale(s) | Compétition(s) continentale(s) | Compétition(s) continentale(s) | Compétition(s) continentale(s) | Compétition(s) continentale(s) | Séries | Séries | Séries | États-Unis | États-Unis | États-Unis | Total | Total | Total |
| Saison                | Club                   | Division              | M.          | B.          | P.d.        | M.                    | B.                    | P.d.                  | Comp.                          | M.                             | B.                             | P.d.                           | M.     | B.     | P.d.   | M.         | B.         | P.d.       | M.    | B.    | P.d.  |
| 1998                  | Wizards de Kansas City | MLS                   | 17          | 0           | 0           | 0                     | 0                     | 0                     | -                              | -                              | -                              | -                              | -      | -      | -      | -          | -          | -          | 17    | 0     | 0     |
| 1998                  | Project-40 (prêt)      | A-League              | 1           | 0           | 0           | -                     | -                     | -                     | -                              | -                              | -                              | -                              | -      | -      | -      | -          | -          | -          | 1     | 0     | 0     |
| 1999                  | Wizards de Kansas City | MLS                   | 30          | 6           | 3           | 0                     | 0                     | 0                     | -                              | -                              | -                              | -                              | -      | -      | -      | -          | -          | -          | 30    | 6     | 3     |
| 2000                  | Wizards de Kansas City | MLS                   | 27          | 6           | 6           | 1                     | 0                     | 0                     | -                              | -                              | -                              | -                              | 7      | 0      | 2      | 2          | 0          | 0          | 37    | 6     | 8     |
| 2001                  | Wizards de Kansas City | MLS                   | 24          | 3           | 5           | 1                     | 0                     | 0                     | CM                             | 5                              | 0                              | 2                              | 3      | 0      | 0      | 4          | 0          | 0          | 37    | 3     | 7     |
| 2002                  | Wizards de Kansas City | MLS                   | 25          | 7           | 3           | 3                     | 0                     | 0                     | CCC                            | 2                              | 0                              | 0                              | 3      | 1      | 1      | 1          | 0          | 1          | 34    | 8     | 5     |
| 2003                  | Wizards de Kansas City | MLS                   | 27          | 6           | 4           | 1                     | 0                     | 0                     | -                              | -                              | -                              | -                              | 3      | 2      | 1      | 7          | 3          | 0          | 38    | 11    | 5     |
| 2004                  | Wizards de Kansas City | MLS                   | 19          | 4           | 6           | 2                     | 1                     | 0                     | -                              | -                              | -                              | -                              | 0      | 0      | 0      | 2          | 0          | 0          | 23    | 5     | 6     |
| 2005                  | Wizards de Kansas City | MLS                   | 31          | 7           | 4           | 2                     | 0                     | 1                     | CCC                            | 2                              | 0                              | 0                              | -      | -      | -      | -          | -          | -          | 35    | 7     | 5     |
| Sous-total            | Sous-total             | Sous-total            | 200         | 39          | 31          | 10                    | 1                     | 1                     | -                              | 9                              | 0                              | 2                              | 16     | 3      | 4      | 16         | 3          | 1          | 251   | 46    | 39    |
| 2006                  | Real Salt Lake         | MLS                   | 32          | 7           | 5           | 1                     | 0                     | 0                     | -                              | -                              | -                              | -                              | -      | -      | -      | 6          | 2          | 2          | 39    | 9     | 7     |
| 2007                  | Real Salt Lake         | MLS                   | 11          | 1           | 0           | 2                     | 1                     | -                     | -                              | -                              | -                              | -                              | -      | -      | -      | -          | -          | -          | 13    | 2     | 0     |
| Sous-total            | Sous-total             | Sous-total            | 43          | 8           | 5           | 3                     | 1                     | 0                     | -                              | -                              | -                              | -                              | -      | -      | -      | 6          | 2          | 2          | 52    | 11    | 7     |
| 2007                  | Galaxy de Los Angeles  | MLS                   | 21          | 1           | 2           | -                     | -                     | -                     | SL                             | 5                              | 2                              | 0                              | -      | -      | -      | -          | -          | -          | 26    | 3     | 2     |
| 2008                  | Galaxy de Los Angeles  | MLS                   | 30          | 1           | 5           | 1                     | 0                     | 0                     | -                              | -                              | -                              | -                              | -      | -      | -      | -          | -          | -          | 31    | 1     | 5     |
| 2009                  | Galaxy de Los Angeles  | MLS                   | 28          | 0           | 3           | 1                     | 0                     | 0                     | -                              | -                              | -                              | -                              | 4      | 0      | 0      | -          | -          | -          | 33    | 0     | 3     |
| 2010                  | Galaxy de Los Angeles  | MLS                   | 11          | 0           | 1           | 2                     | 1                     | 0                     | LCC                            | 0                              | 0                              | 0                              | 0      | 0      | 0      | -          | -          | -          | 13    | 1     | 1     |
| Sous-total            | Sous-total             | Sous-total            | 90          | 2           | 11          | 4                     | 1                     | 0                     | -                              | 5                              | 2                              | 0                              | 4      | 0      | 0      | -          | -          | -          | 103   | 5     | 11    |
| Total sur la carrière | Total sur la carrière  | Total sur la carrière | 334         | 49          | 47          | 17                    | 3                     | 1                     | -                              | 14                             | 2                              | 2                              | 20     | 3      | 4      | 22         | 5          | 3          | 407   | 62    | 57    |

## Palmarès

### En club
Wizards de Kansas City
- Vainqueur de la Coupe MLS en 2000
- Vainqueur de la Conférence Ouest en 2000 et 2004
- Vainqueur de la Coupe des États-Unis en 2004
- Finaliste de la Coupe MLS en 2004

 Galaxy de Los Angeles
- Vainqueur de la Conférence Ouest en 2009
- Finaliste de la SuperLiga en 2007
- Finaliste de la Coupe MLS en 2009

### Individuel
- Trophée du retour de l’année en MLS : Vainqueur en 2002 et 2005
- Trophée du fair-play de la MLS : Vainqueur en 2006